# NGC 1958
NGC 1958 (również ESO 56-SC119) – gromada kulista, znajdująca się w gwiazdozbiorze Złotej Ryby. Należy do Wielkiego Obłoku Magellana. Odkrył ją John Herschel w kwietniu 1835 roku.